# Karatxari
Karatxari (en rus: Карачары) és un poble de l'óblast de Nijni Nóvgorod, a Rússia, segons el cens del 2010 tenia 52 habitants, pertany al municipi de Iazíkovo.